# Xu Zhimo
Xu Zhimo (chinois : 徐志摩 ; pinyin : Xú zhìmó) né le 15 janvier 1897 et mort le 19 novembre 1931 est un écrivain chinois de la période moderne. « Adieu à Cambridge, une seconde fois », son poème le plus célèbre, composé en 1928, est enseigné dans nombre d’écoles en Chine jusqu’à aujourd’hui.  

## Biographie
Xu Zhimo est né à Haining, dans le Zhejiang et a étudié au lycée de Hangzhou (浙江省杭州高级中学). En 1915, il épouse Zhang Youyi, une jeune fille d’une riche famille de Shanghai, dans le cadre d'un mariage arrangé par ses parents. L'année suivante, il part faire des études de droit à l'université de Tianjin. L'intégration du département de droit de l'université de Tianjin à l'université de Pékin le pousse à déménager à la capitale.
Xu entreprend des études à l’étranger, dégagé de tout souci financier grâce au soutien de sa famille. Il sera banquier, avocat ou comptable, un Alexander Hamilton chinois. Il quitte Pékin en 1919 pour étudier l'histoire, la gestion bancaire et l'économie à l'université Clark à Worcester dans le Massachusetts, puis à l'université Columbia à New York en sciences politiques. 
Attiré par les écrits de Bertrand Russell, Xu Zhimo s’établit à Londres en 1920 pour poursuivre des études de sciences politiques à la London School of Economics. C’est là, chez Lin Changmin, qu’il rencontre Lin Huiyin, dont il tombe amoureux. Zhang Youyi le rejoint au début de l’année 1921. A la recherche d'un autre direction, il s’inscrit à Cambridge, pour étudier au King's College de Cambridge en tant qu’auditeur libre en littérature et en sciences morales, à partir de septembre 1921, grâce à l'aide de Goldsworthy Lowes Dickinson. Xu Zhimo divorce de Zhang Youyi en mars 1922, à Berlin, en rupture franche avec les conventions et les traditions de l’époque, et peut-être sous l’influence de Shelley ou de Wordsworth qu’il lisait à l’époque. C’est à cette époque que sa vocation de poète se révèle pleinement. 
Il retourne en Chine le 15 octobre 1922 et s’établit à Pékin. Il enseigne l’anglais et la littérature, il publie des poèmes et des articles dans diverses revues, il donne des conférences, il voyage. 
Il crée en 1923 la Société du croissant de Lune (en) (新月派), nommée ainsi en hommage au poète indien Rabindranath Tagore, en compagnie de Hu Shi, Wen Yiduo, Chen Mengjia, Liang Shih-chiu, Shen Congwen, and sociologist Pan Guangdan. Xu Zhimo et Lin Huiyin servent d’interprète à Tagore au cours de sa visite en Chine en 1924.

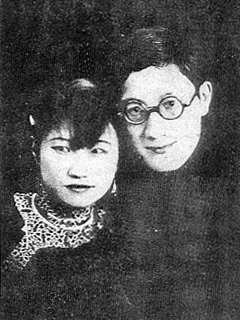
Xu Zhimo et sa seconde femme Lu Xiaoman

En 1924, Xu Zhimo rencontre Lu Xiaoman. Il part de nouveau pour un long voyage en Europe en 1925, de mars à août. En octobre 1925, il devient éditeur du supplément littéraire du Morning News (Chenbao Fukan). Xu Zhimo se marie avec Liu Xiaoman le 3 octobre 1926 à Pékin. Il cristallise sa recherche de l’idéal féminin et de l’idéal tout court en la personne de Liu Xiaoman, dont le prénom lui évoquait Katherine Mansfield. Un tiers des poèmes de Xu Zhimo est consacré a Lu Xiaoman (« Qu’est-ce que l’amour après tout ? », « Une nuit à Florence », « L’Inspiration de l’amour », « Je t’attends », « Je suis venu sur les bords de la rivière Yangzi pour ramasser des graines de lotus », « La Renaissance du printemps », « Elle dort », parmi les plus représentatifs). Il plaçait beaucoup d’espoir en Lu Xiaoman, avec laquelle il rêvait d’une union artistique brillante.
Ses parents, qui vivent maintenant à Pékin en compagnie de Zhang Youyi et de leur petit-fils, lui ont coupé les vivres. Il doit maintenant subvenir seul à ses besoins et à ceux de Lu Xiaoman, dans la ville de Shanghai où ils se sont maintenant établis. 
Au début de 1927, il ouvre une librairie. La revue Nouvelle Lune paraît pour la première fois en mars 1928. Xu Zhimo part de nouveau en voyage au cours de l’été 1928. Il retourne à Cambridge pour la dernière fois, et il y écrit son célèbre poème, « Prendre congé de Cambridge une seconde fois ». Il revient en Chine au début de 1929. Il fait quelques recherches pour établir en Chine une communauté rurale sur le modèle de Sriniketan, suivant l’exemple de Rabindranath Tagore. Mais les affrontements violents entre nationalistes et communistes font obstacle au projet. 
Le 19 novembre 1931, il entreprend un voyage de Nankin à Pékin pour assister à une conférence de Lin Huiyin. Il monte dans un avion postal qui s’écrase dans le Shandong, près de Tai'an. Il meurt à 34 ans.

## Influences
Xu Zhimo fut l'un des premiers auteurs chinois à parvenir à intégrer des formes occidentales de littérature dans la poésie chinoise. Au cours de son premier séjour en Angleterre, Il éprouve un véritable coup de cœur pour la poésie romantique anglaise (Keats, Shelley) et reçoit aussi l'influence des poètes français du mouvement romantique et symboliste, dont il traduit bon nombre d'œuvres en chinois.
En termes politiques, Xu Zhimo était opposé à une conception de la poésie la réduisant à des slogans révolutionnaires ou patriotiques. Dans son œuvre poétique, il invitait à l’introspection de chaque être humain plutôt qu’à l’action violente organisée. Il conseillait aux étudiants d’adopter la devise de Carlyle, le « Everlasting Yeah » (qui exprime selon Sébastien Scarpa « l’espoir éprouvé par une conscience enfin libérée des carcans qui l’asservissaient et résolue à exploiter les possibilités de l’ici-bas sensible dans le but de vivre au maximum de sa puissance » )
Influencé par Hu Shi et Liang Qichao, il défend l'usage du Baihua dans la littérature.

## Œuvres
Au cours de sa vie, il publie principalement quatre recueils de poésie, entre 1924 et 1931, qui comprennent au total plus de 200 poèmes. 
- Les poèmes de Zhimo《志摩的诗》
- Le tigre 《猛虎集》
- Une nuit à Florence《翡冷翠的一夜》
- Vagabonder dans les nuages《云游》

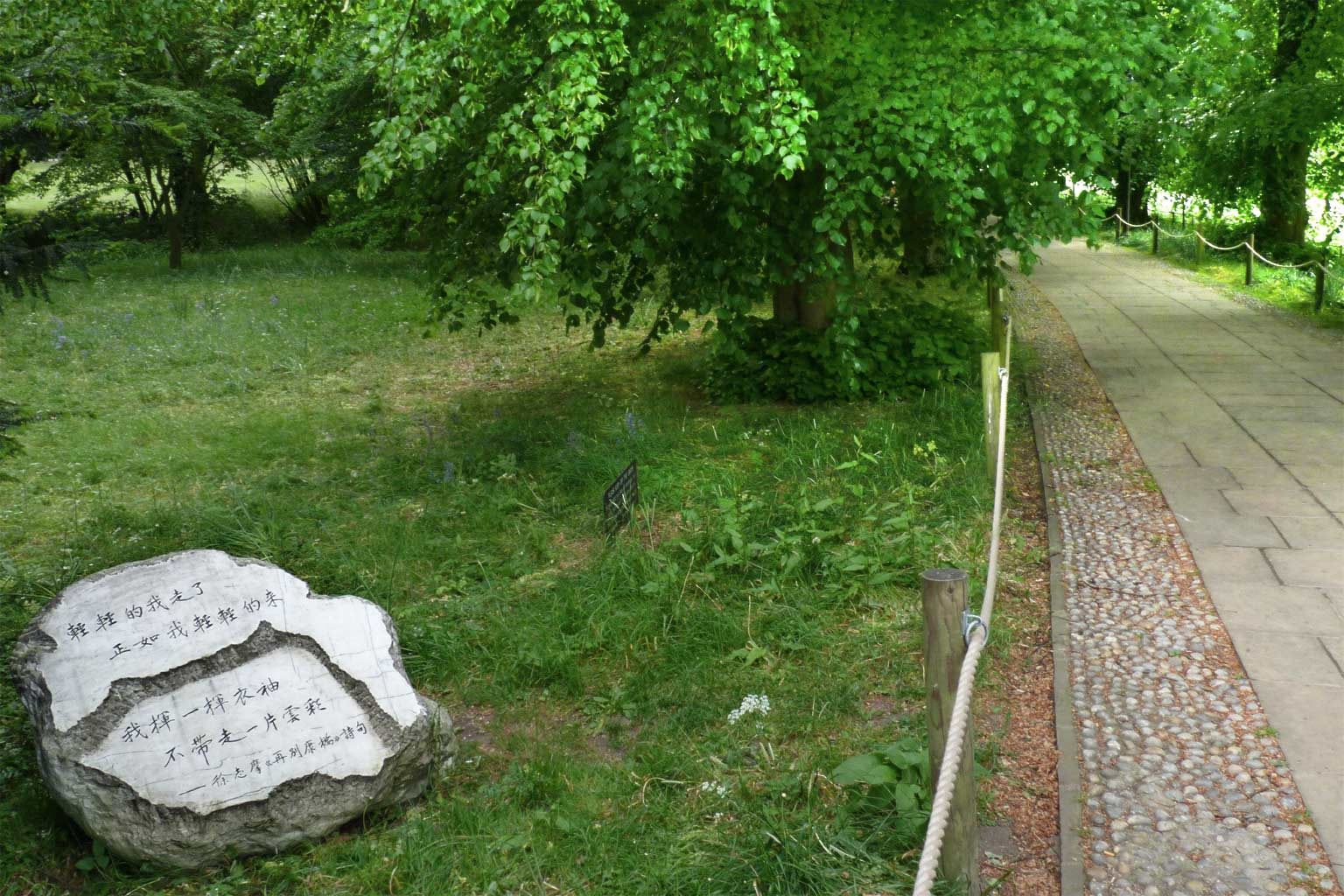

Il a été régulièrement republié en Chine, sous de nombreuses formes, depuis une dizaine d’années. Seul existe en anglais un livre (Xu Zhimo, Selected Poems, Oleander Press, 2013).. On peut trouver quelques traductions en anglais dans les ouvrages de Jonathan Spence, de G. K. L. Leung, et chez Cyril Birch. Il a été traduit en français pour la première fois en 2017

## Postérité
Xu Zhimo est connu en Chine autant pour ses poèmes que pour ses aventures romantiques.
L’université de Cambridge est devenue une destination privilégiée pour les touristes chinois qui se rendent au Royaume-Uni. Les deux vers du début et les deux vers de la fin du poème « Adieu à Cambridge, une seconde fois » sont gravés sur une stèle en marbre placée en 2008 aux abords du King’s College : « Doucement je m’en vais, tout comme je suis venu... », « Je secoue légèrement la manche de mon vêtement, sans rien emporter, pas même un morceau de nuée. »